# Петені (Росія)
Петені (рос. Петени) — селище у Маслянинському районі Новосибірської області Російської Федерації.
Входить до складу муніципального утворення Дубровська сільрада. Населення становить 97 осіб (2010).

## Історія
Згідно із законом від 2 червня 2004 року органом місцевого самоврядування є Дубровська сільрада.

## Населення
| 2002 | 2007 | 2010 |
| ---- | ---- | ---- |
| 190  | ↘180 | ↘97  |